# Hans Orgenius
Hans Roland Arvid Orgenius, född 10 juni 1926 i Matteus församling, Stockholm, död 16 maj 2009 i Mjölby, var en svensk jazzmusiker och kompositör.

## Biografi
Orgenius blev blind vid ett års ålder och hade ett absolut gehör. Redan som liten satt han i sin fars knä när denne spelade piano och lärde sig därigenom att spela piano. Han fick sin utbildning på Tomteboda blindinstitut i musik och pianospel. En tänkt vidareutbildning på Kungliga Musikaliska Akademien avbröt han när han vid 15 års ålder beslöt att satsa på jazzen. Efter flera provspelningar fick han anställning vid Radiotjänst,där han ofta spelade musik i direktsändning. Han spelade bland annat dubbelpiano tillsammans med en äldre kamrat från Tomteboda, Reinhold Svensson, som senare skulle bli ett välkänt namn inom den svenska jazzen. Förutom att arbeta som musiker kunde han arbeta som pianostämmare, vilket han också utbildats till. I Stockholm spelade Orgenius bland annat på Nalen, där han spelade tillsammans med de flesta i den svenska jazzeliten. På somrarna turnerade han i folkparkerna med en egen trio med bas och trummor. Under 3-4 år hade han ett stadigt samarbete med sångaren Chris Dane. Under åren 1952 och 1953 gjorde han en rad jazzinspelningar på 78-varvsskivor, först på skivmärket Sonora och senare på Columbia.
År 1953 spelade Orgenius i Hamburg, Berlin och Paris och framträdde i både fransk och tysk radio. Han fick träffa bland andra Sarah Vaughan, Charlie Parker, Dizzy Gillespie och flera andra internationella jazzstjärnor. Efter hemkomsten spelade han vid på Eskilstuna Jazzklubb tillsammans med Alice Babs. Orgenius gjorde inga skivor efter 1954. Han var dock aktiv som professionell musiker under hela 1960- och 1970-talen. På 1980-talet flyttade han till Mjölby.

## Diskografi[3]
- En klapp på kinden
- Swing boogie, 1952
- Do me a favour
- Seven come eleven
- Impression. Foxtrot
- Body and soul
- Boogie Woogie Special
- Helan -- Halvan boogie (Ur Boogie woogie-lätt), 1953
- Domaredans boogie (Ur Boogie-woogie-lätt)
- I surrender dear
- Technical boogie ; Boogie-woogie in G, 1952
- I surrender, dear ; Dinah, 1952

### Webbkällor
- Dernevik, Leif (4 februari 2014). ”Pianisten Hans Roland Orgenius: Först uppåtgående jazzstjärna sedan utkastad från jazzens finrum”. http://hdl.handle.net/2077/35034. Läst 26 september 2015.
- ”Hans Orgenius”. Svensk Mediedatabas. http://smdb.kb.se/catalog/search?q=hans+orgenius&x=0&y=0. Läst 26 september 2015.